# José Maria Nóbrega
José Maria Nóbrega (Alijó, 19 de novembro de 1926 – Lisboa, 9 de outubro de 2018) foi um guitarrista português. Como instrumentista, em conjunto com António Chaínho, recebeu o Prémio Bordalo (1981), na categoria "Fado".

## Biografia
José Maria Nóbrega Teixeira nasceu no dia 19 de Novembro de 1926 em Alijó (Distrito de Vila Real), filho de António Teixeira e de Angélica Alves da Nóbrega.
Por volta dos dez anos estabelece-se no Porto, onde, por influência do pai, vai aprender o ofício de alfaiate. Desde a infância, nas horas de lazer, ficava a ver o pai a tocar violão (designação em Trás-os-Montes) com um vizinho. Atraído por aquele instrumento, pede ao mesmo vizinho para que lhe ensine a tocar viola. Com a adolescência, forma com um violinista um conjunto musical que irá evoluir para sexteto (violino, bandolim, viola, bateria, saxofone e acordeão), com o qual percorre e anima as festas nas coletividades e nas romarias que aconteciam aos fins de semana e feriados.
Dispensado do serviço militar e, com o fruto do seu trabalho, estabelece-se com um atelier de alfaiate em Padrão da Légua, concelho de Matosinhos. Entretanto, já com 22 anos, resolve casar, afastando-se do conjunto musical. O mesmo acontece aos restantes elementos, que, a pouco e pouco, vão dispersando e o grupo acaba por desaparecer.
Já casado e com dois filhos, é convidado pelo guitarrista Álvaro Martins, barbeiro de profissão, para começar a aprender a tocar viola de Fado. Nóbrega estreia-se no Tamariz, onde tocaria com Martins durante cerca de dez anos. Nesta época, o intercâmbio entre fadistas de Lisboa e Porto era grande e por esta uma casa de fados da Invicta passaram os grandes nomes do Fado da altura.
Em janeiro de 1957 a dupla é então convidada por Moniz Trindade para atuar durante um mês na Pam-Pam, uma casa que ia abrir perto da Praça do Chile, em Lisboa. Findo o contrato, ambos os músicos regressam ao Porto, mas, depois de um mal-entendido, José Maria Nóbrega regressa à capital para se estabelecer como alfaiate e tentar aliar a sua profissão ao Fado.
Acaba por fechar a alfaiataria, no Largo da Misericórdia, e passa a acompanhar, por convite, vários fadistas, ao mesmo tempo que se inscreve na Escola de Guitarra Duarte Costa.
José Maria Nóbrega passa a apresentar-se, juntamente com o guitarrista Jorge Fontes, no Restaurante O Folclore. Neste período, Para além da oportunidade de viajar para acompanhar artistas como Ada de Castro e Lídia Ribeiro e de atua em  programas de Fado transmitidos pela Emissora Nacional, Nóbrega conhece e passa a trabalhar com António Chaínho.
Após a saída de O Folclore, continua a acompanhar artistas do meio e vai, entretanto, tornar-se um assíduo colaborador de Carlos do Carmo.
De resto, José Maria Nóbrega viria a receber em conjunto com António Chaínho, Prémio da Imprensa (1981), ou Prémio Bordalo, como "Guitarristas" na categoria "Fado". O galardão foi entregue pela Casa da Imprensa em 1982, entidade que também distinguiu na ocasião e nesta categoria os "Intérpretes" Amália Rodrigues e Carlos do Carmo.
Com o novo milénio é convidado para substituir um colega na casa de fados "A Severa", onde acaba por passar a colaborar após a diminuição do fluxo de trabalho com Carlos do Carmo, após os problemas de saúde deste em 2001.
José Maria Nóbrega morreu a 9 de outubro de 2018, em Lisboa, aos 91 anos de idade.

## Prémios e reconhecimento
Recebeu, em 1981, com o guitarrista António Chaínho, o Prémio da Imprensa Fado. 
Na edição de 2004 da Grande Noite do Fado, que decorreu em Lisboa, no Teatro São Luiz, foi distinguido com o Prémio Carreira. 

Foi uma das 50 figuras do fado e da guitarra portuguesa homenageadas, em 2012, aquando da celebração do primeiro aniversário do fado enquanto Património Imaterial da Humanidade, tendo nessa altura recebido a Medalha Municipal de Mérito (Grau Ouro), da cidade de Lisboa. 